# Semanotus russicus
Semanotus russicus је врста инсекта из реда тврдокрилаца (Coleoptera) и породице стрижибуба. Сврстана је у потпородицу Cerambycinae.

## Распрострањеност
Врста је распрострањена на подручју југоисточне и централне Европе, Мале Азије, Јужног Кавказа и Северне Африке. У Србији се ретко среће, до сада је забележена у свега неколико наврата, последњи налаз је датирао из 1986. године када је 2022. нађена на Соколској планини.

## Опис
Глава, пронотум, ноге и антене су црне боје. Елитрони су већим делом жућкасти са две препознатљиве мрље и тамнијим завршецима. Антене су средње дужине до дуге. Дужина тела је од 7 до 18 mm.

## Биологија
Животни циклус траје од једне до две године. Ларве се развијају у стаблима и гранама болесног и мртвог дрвећа. Адулти се срећу се на биљци домаћину и активни су од марта до јуна. Као домаћини јављају се различите врсте четинара (кедар и клека).

## Статус заштите
Semanotus russicus се налази на Европској црвеној листи сапроксилних тврдокрилаца.

## Синоними
- Callidum russicum Fabricius, 1776
- Cerambyx russicus (Fabricius, 1776)